# Coin du Mire
Ne doit pas être confondu avec Coin de Mire.
Le Coin du Mire est un îlot situé dans l'archipel de Peros Banhos. Il ne faut pas le confondre avec l'île Coin de Mire, proche de l'Île Maurice.